# 普羅維登斯公園
普羅維登斯公園（英語：Providence Park，前名為Jeld-Wen球場、PGE公園、Civic體育場；最初名為 Multnomah體育場；從1893年直到體育場建成，Multnomah球場）是一座位於美國太平洋西北地區奧瑞岡州波特蘭的室外足球場。現時為美國職業足球大聯盟波特蘭伐木者和國家女子足球聯賽波特蘭荊棘的主場。

## 外部連結
- 官方网站
- Providence Park （页面存档备份，存于） at StadiumDB.com
- Portland State Athletic Facilities （页面存档备份，存于）
- Jeld-Wen Field Virtual Venue
- PGE Park Views – Ball Parks of the Minor Leagues （页面存档备份，存于）
- Sanborn map showing Multnomah Athletic Club, 1901 （页面存档备份，存于）